# Jamides reverdini
Jamides reverdini is een vlinder uit de familie van de Lycaenidae. De wetenschappelijke naam van de soort is voor het eerst gepubliceerd in 1915 door Hans Fruhstorfer.
De soort komt voor in de Filipijnen (Luzon) en Indonesië (Java en Sulawesi).